# HMAS Vampire (D68)
O HMAS Vampire foi um contratorpedeiro operado pela Marinha Real Australiana e uma embarcação da Classe V. Sua construção começou em outubro de 1916 nos estaleiros da J. Samuel White em East Cowes e foi lançado ao mar em maio de 1917, sendo comissionado inicialmente na frota britânica em setembro do mesmo ano. Era armado com uma bateria principal composta por quatro canhões de 102 milímetros e seis tubos de torpedo de 533 milímetros, tinha um deslocamento de mais de 1,4 mil toneladas e conseguia alcançar uma velocidade máxima de 34 nós.
O navio entrou em serviço pela Marinha Real Britânica e serviu como parte da 4ª Flotilha de Contratorpedeiros durante a Primeira Guerra Mundial. A embarcação depois disso serviu junto com a Frota Doméstica e com a Frota do Mediterrâneo pelos anos pós-guerra até entrar na reserva. O Almirantado Britânico decidiu em 1933 transferir o Vampire e outros quatro contratorpedeiros para a Marinha Real Australiana, com a transferência ocorrendo formalmente em outubro de 1933. Ele foi colocado na reserva em janeiro de 1934 e trazido de volta ao serviço em maio de 1938.
Com o início da Segunda Guerra Mundial, o contratorpedeiro foi designado para servir no Mar Mediterrâneo, envolvendo-se na escolta de comboios e navios durante as campanhas de Malta, Grécia e Deserto Ocidental. Ele juntou-se à Frota Oriental britânica no Oceano Índico em dezembro de 1941, continuando a desempenhar as mesmas funções de escolta e também a responder a atividades japonesas na área. O Vampire foi atacado por aeronaves japonesas em 9 de abril de 1942, próximo de Trincomalee, e afundado depois de ser atingido ou quase atingido por várias bombas.